# 2waytraffic
2waytraffic is een Nederlandse producent van tv-programma's. Het bedrijf werd bekend met het produceren van belspelletjes, waar het in januari 2008 geheel mee gestopt is. Sinds 4 juni 2008 is het bedrijf eigendom van Sony Pictures Entertainment.

## Belspellen
In Vlaanderen werden de belspellen geprogrammeerd op VT4 en VIJFtv. In Nederland werden de belspellen geprogrammeerd op SBS6, Net5 en Veronica. De FIOD-ECD stelde een strafrechtelijk onderzoek naar de belspellen in, waarbij 2waytraffic verdacht werd van het overtreden van de Wet op de kansspelen. Hierop werd besloten de belspellen te staken.
De echtheid van belspelprogramma's wordt sterk betwijfeld. Zo is er geen notaris aanwezig die de spelletjes in de gaten houdt, in tegenstelling tot bijvoorbeeld bij de Staatsloterij in Nederland of de Nationale Loterij in België.

### SI/IS Incident
Eind februari 2007 moesten de kijkers een woord maken met de letters I en S. De persoon die belde zei "SI". De presentatrice draaide vervolgens snel het blad met het antwoord om zodat er "IS" stond in plaats van "SI". Een YouTube-filmpje legde deze misleiding bloot, waarna de kandidaat toch zijn geld kreeg en de presentatrice bedreigd werd.